# Rue de Saint-Denis (Saint-Ouen-sur-Seine)
Pour les articles homonymes, voir Rue Saint-Denis.
La rue de Saint-Denis est une voie publique de Saint-Ouen-sur-Seine, dans le département de la Seine-Saint-Denis.

## Situation et accès
La rue de Saint-Denis parcourt le centre du vieux Saint-Ouen, croisant notamment la rue du Landy et la rue du Moutier qui mène à l'église Saint-Ouen-le-Vieux. Elle est accessible par la station de métro Carrefour Pleyel, ouverte en 1952, et par la ligne d'autobus 139.

## Origine du nom
Cette voie mène à la ville de Saint-Denis. Elle croise, au niveau de la rue Nicolau, le passage Saint-Denis.

## Historique

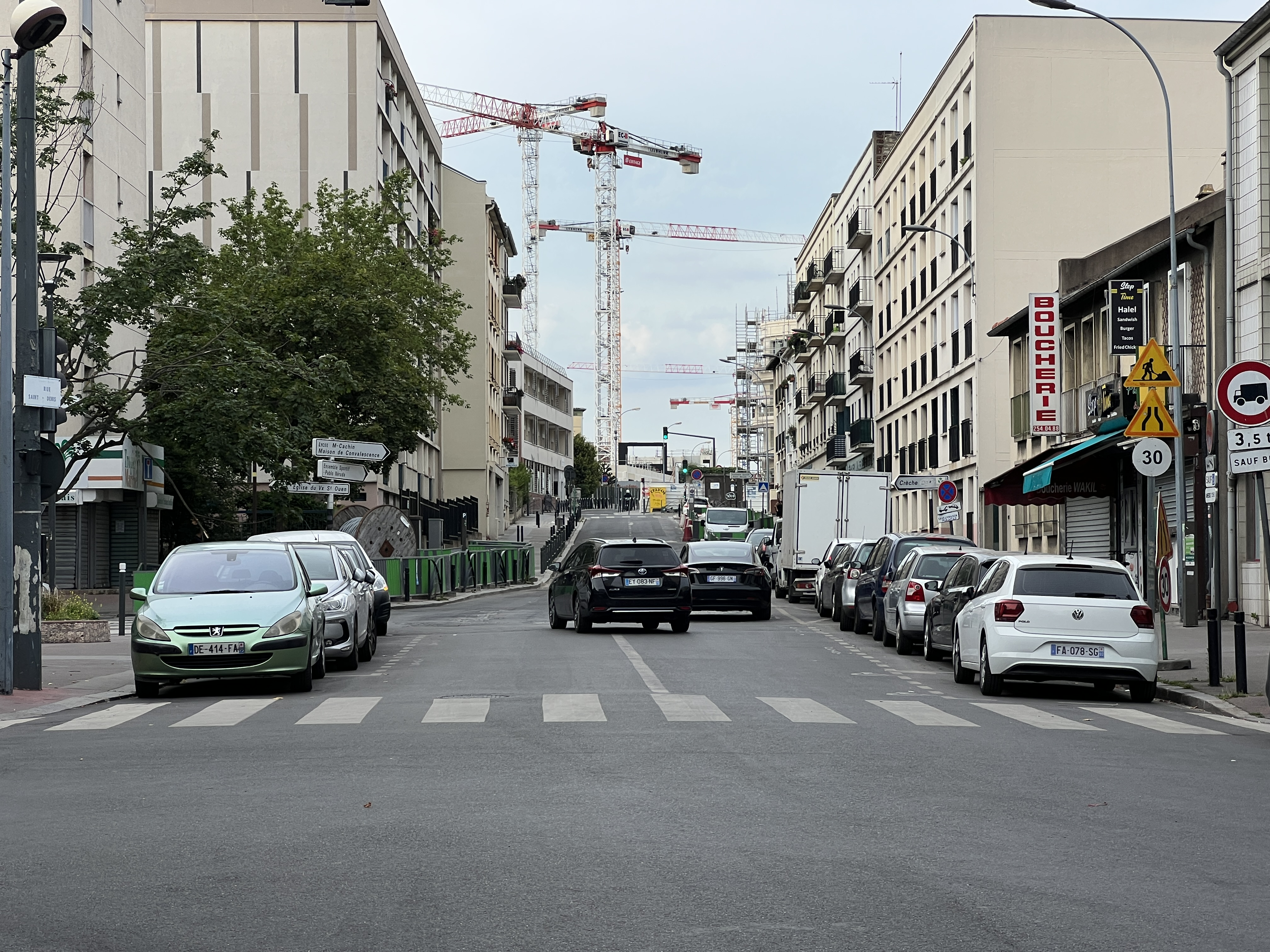
La rue en juin 2022.

Cette rue est au cœur du Vieux Saint-Ouen, quartier qui, bien que complètement transformé dans les années 1970, a néanmoins conservé son identité.

## Bâtiments remarquables et lieux de mémoire
- Château de Saint-Ouen, construit en 1821.
- Ancienne Place d'armes au croisement de la rue du Landy, notamment photographiée par Eugène Atget[4].